# ジョン・クローリー
ジョン・クローリー (John Crawley) は、SNKの対戦型格闘ゲーム『龍虎の拳』シリーズに登場する架空の人物。

## キャラクター設定
元・海軍のパイロット。「蒼い疾風」との異名を取る歴戦の勇士であったが、とある戦闘での一瞬の判断ミスにより、乗っていた戦闘機が墜落する。ジェームスという名の友人によって一命は取り留めたが、この事故で目を負傷したために海軍を引退。その後は海軍士官学校の教官としてマーシャルアーツを教える。このジェームスこそがMr.ビッグである。
だが『龍虎の拳2』（以下『龍虎2』と表記）にて、ジョンはビッグへの武器密輸や横流しを行っていたことが発覚したことで軍から懲戒免職処分となる。ビッグを頼ろうとするも既に彼の姿はなかった。格闘大会「キング・オブ・ザ・ファイターズ」の開催を知ったジョンは、賞金を目当てに参戦する。エンディングでは軍時代のジョンの上司が「もう1度、軍に戻る気は無いか」と説得するが、ジョンは軍に戻る気は無いことを告げる。なお、『龍虎2』の隠しボスであるギース・ハワードはジョンが自身と敵対するビッグの知己であるにもかかわらず配下にしようとしている。
「蒼い疾風」とは、空を飛ぶために人を殺さねばならなかった時代の呼び名であり、ジョン自身は「嫌な思い出」と語っている。彼の愛機「FIRE BOY」はプロペラ機であり、戦闘機ではないが、ジョンが初めて乗った飛行機もプロペラ機であった。現在は修理中だが、早く直してこれに乗り、大空を駆け巡りたいとしている。
事故によって視力は低下したが、失明したわけでなく、軍に所属していた頃のような動きができないというだけだが、自分は軍に戻る資格は無いと語っている。
事故に遭った際に助けてもらったビッグには多大な恩を感じており、もう1度会って恩を返したいと思っている。ジョンによると、朝まで酒を酌み交わしたことがあるようである。『龍虎2』にてビッグで対CPU戦のCPUジョンと闘う際の対戦前デモでは、2人はまだ1度も闘ったことがないようであり、ジョンはビッグと闘えるのが「嬉しくてしょうがない」と語っている。同様にジョンで対CPU戦を進めてCPUビッグまで到達した際の対戦前デモでは、ビッグはジョンに対して「つまらない同情は自分には不要であり、目の前の敵は倒すだけ」と言い放つ。
目を負傷しているという事情もあり、サングラスをかけている。そのさまをロバート・ガルシアやテムジンからは「渋い」と評されている。
『餓狼伝説スペシャル』の隠れキャラクターとして登場を果たすリョウ・サカザキのステージ背景に登場している。画面左側の松の木の上にミッキー・ロジャースがいるが、ジョンはその左上で挑発ポーズを決めている。
ジョン自身は『龍虎2』を最後にゲームには参戦していないが、『THE KING OF FIGHTERS '96』でビッグが怒チーム（レオナ、ラルフ、クラーク）に勝利すると「お前たちではジョンの足元に及ばない」という趣旨の勝利メッセージを発する。

## 他のメディアでのジョン
アニメ『バトルスピリッツ 龍虎の拳』では海軍士官学校の教官ではなく、正規にMr.ビッグの組織の幹部として登場する。このアニメでは原作ゲームのような冷静さは皆無で、戦争で精神を病んで狂気じみた性格になっている。
天獅子悦也が執筆した『龍虎の拳』と『龍虎の拳2』でも海軍士官学校の教官の設定は無い。
デラックスボンボンで連載された『龍虎の拳』（著：ゴッセージ）では秘密結社「MASK」の幹部として登場するが、原作ゲームとは違い戦闘能力は皆無でMr.ビッグを用心棒に雇っている。

## ゲーム上の特徴
初代『龍虎の拳』（以下初代『龍虎』と表記）では、中ボスを務めるMr.ビッグ戦の手前・第6ステージで登場。初代『龍虎』ではリョウとロバート以外の登場キャラクターが使用できるのは対人戦のみであった。ジョンは『龍虎2』にて、（藤堂竜白を除いた）他のキャラクターと同様に使用可能となって再登場を果たす。
顔面への攻撃を受けるとサングラスが吹き飛ぶ（これはMr.ビッグも同様）。『龍虎2』のパーフェクト勝利時には自らサングラスを外す。
飛び道具の「メガスマッシュ」は「虎煌拳」や「龍撃拳」を遥かに上回る速度で放つ。相手にすばやく飛び掛かって連続で攻撃する「フライングアタック」や、1度喰らえば連続で当たる高速の蹴り技「オーバードライブキック」はガードされても反撃を受けにくいほど隙が少ない。
『龍虎2』ではリーチが長い通常技も用意され、新しい必殺技も追加されたことで、さらに高い性能を持つキャラクターとなった。斜め下に回転しながら蹴りを出していく「スピンキック」はジャンプの頂点付近で出すことができるもので、ヒット時は相手を転倒させる。超必殺技の飛び道具「メガスマッシャー」は射出する方向とタイミングを調節可能であり、レバーを入れた方向に飛んでいく。相手の足元付近に当てれば立ちガード不能となる。隠し必殺技の「アトミックスマッシュ」は、隠し必殺技の中で唯一ガードで防ぐことが可能だが、ジャンプで逃げるのはほぼ不可能。高性能な技の数々によって、間合いに左右されずに闘うことができる万能なキャラクターである。

## 技の解説

### 通常技
龍虎の拳2
| 操作       | 立ち（近距離） | 立ち（遠距離）       | しゃがみ             | 垂直ジャンプ     | 前方ジャンプ     | 後方ジャンプ     |
| ---------- | -------------- | -------------------- | -------------------- | ---------------- | ---------------- | ---------------- |
| 弱パンチ   | 左ストレート   | 左ストレート         | しゃがみ右ストレート | 跳びパンチ       | 跳びパンチ       | 跳びパンチ       |
| 強パンチ   | 右フック       | バックスピンナックル | しゃがみ裏拳         | 跳びパンチ（強） | 跳びパンチ（強） | 跳びパンチ（強） |
| 弱キック   | サイドキック   | サイドキック         | 足払い               | 跳び蹴り         | 跳び蹴り         | 跳び蹴り         |
| 強キック   | ハイキック     | バックスピンミック   | 足払い               | 跳び蹴り         | 跳び蹴り         | 跳び蹴り         |
| アッパー   | アッパー       | アッパー             |                      |                  |                  |                  |
| ローキック | ローキック     | ローキック           |                      |                  |                  |                  |

### 通常投げ・特殊技
ベアキラー
『龍虎2』にて追加された通常投げ。相手の体を両手で抱え込むように持ち上げてから後方の地面に投げ落とす。日本語に訳すと「熊殺し」。
スピンキック
『龍虎2』にて追加された特殊技。ジャンプの頂点付近で強キックを入力すると、体を回転させながら降下しつつ、蹴りを出していく。地上の相手に当てると転倒させることが可能。ガードされると着地時に硬直する。

### 必殺技
メガスマッシュ
一瞬だけ構えてから両腕を突き出して交差させ、彗星状の気弾を水平に飛ばす。『龍虎』の飛び道具の中でも動作は速い部類に入る。気力が赤色の状態で出すと気弾はすぐに消滅するが、ジョンの腕にも攻撃判定があるため、ある程度近くで出してもそれなりに有効。
『真サムライスピリッツ』の隠しキャラクターである黒子がこの技を使用しており、彼が使用する黒子八極弾の飛び道具の中でも動作が最も速い。
フライングアタック
体を反転させつつ前方へすばやく飛び掛かり、自身が逆立ちした状態のまま、相手の頭上で体を連続で回転させて拳で捻るように攻撃する。ヒット効果は、気力が黄色以上での状態で当てると吹き飛びダウンするが、気力が赤い状態で当てるとのけぞりとなる。ガードされると相手の後方に移動するが、技の動作は極めて速く、特に気力が赤い状態で出すとさらに動作が速くなり、隙もより小さくなる。
スパイラルレッグボマー
『龍虎2』にて追加された。前方へ飛び上がり、オーラに包まれたスピンキックを出して相手の体に捻じ込むように攻撃する。攻撃後は後方へ飛び上がって着地するが、ジョンの技の中でも動作はひときわ大きい。飛び掛かる距離は決まっており、技を出す位置次第で空振りすることもある。
オーバードライブキック
ローキックとサイドキックを交互に叩き込んでからバックスピンナックルでとどめを刺す高速の連続攻撃。最後の一撃はジャックやビッグを除き、しゃがまれると空振りする。攻撃中は隙の無い完全な連続技であり、地上の相手に1度攻撃が入れば最後まで入るようになっている。気力が黄色以下で出すと攻撃回数が低下し、威力もその分減少する。

### 超必殺技・隠し必殺技
スピニングクラッシュ
スーパーファミコン版『龍虎の拳』でのみ使用可能な隠し必殺技。気力充填の構えを取ってから前方へ飛び掛かるように突進、無数の打撃を浴びせて「フライングアタック」でとどめを刺す。隠し必殺技の中ではコマンドが最も短い。
メガスマッシャー
『龍虎2』にて追加された超必殺技。気力充填の構えから、両腕を突き出して円形の気弾を作り出す。この状態で一定時間経過するか、ボタンを押すと発射される。レバーをいずれかの方向へ入力していると、その方向へ向かって飛んでいく。相手の足元に当てることで立ちガード不能になるが、間合いが離れすぎた状態で発射すると地面に着弾する。
アトミックスマッシュ
『龍虎2』にて追加された隠し必殺技。左右の腕から気弾を5発連続で飛ばす。『龍虎2』の隠し必殺技の中では唯一ガードで防ぐことが可能で、その威力も他のキャラクターに比べると劣る。最初に構える時間が若干長いが、1度発射されればジャンプでの回避はほぼ不可能となり、1発でもヒットすれば残りの気弾も全てヒットする。気弾は空中の相手にも連続ヒットする。

## 担当声優
- 臼井雅基（各種ゲーム作品）
- ジェームス・W・ホープ（海外版）
- 塩沢兼人（アニメ『バトルスピリッツ 龍虎の拳』）
- エリック・スチュアート（アニメ海外版吹き替え）